# Huaxteeks
Het Huaxteeks of Teenek is een Indiaanse taal uit Mexico die behoort tot de Mayaanse taalfamilie. Het werd rond 2005 door zo'n 150 000 mensen (Huaxteken of Teeneks) gesproken. De grammatica van de taal is pas sinds kort (1988) goed beschreven. In het Huaxteeks bestaat een bijzonder rijke mythologische overlevering die nog maar zeer ten dele ontsloten is.
Terwijl de overige Mayatalen in aan elkaar grenzende gebieden van Zuid-Mexico, Yucatán, Guatemala, Belize, en westelijk Honduras gesproken worden, neemt het Huaxteeks een geïsoleerde positie in. Neemt men de grote bocht die de Mexicaanse kustlijn van de Golf van Mexico beschrijft als uitgangspunt, dan ligt het Huaxteekse taalgebied hoog in het Westen, terwijl het Yucateekse taalgebied daartegenover in het Oosten ligt. Al ver voor het begin van de jaartelling is het Huaxteeks gescheiden geraakt van de overige Mayatalen, naar men veelal aanneemt door migratie vanuit het Mayaanse kerngebied. Tot in de jaren 70 van de vorige eeuw werd overigens een variant van het Huaxteeks (het Chicomucelteeks) nog door enkele inwoners van Chiapas (Zuid-Mexico) gesproken.